# Ranularia testudinaria
Ranularia testudinaria is een slakkensoort uit de familie van de Ranellidae. De wetenschappelijke naam van de soort is voor het eerst geldig gepubliceerd in 1850 door A. Adams & Reeve.